# Orkanen Carol
Orkanen Carol (engelska: Hurricane Carol) var en orkan som framför allt slog i New England i USA i augusti-september 1954. Stormen rörde sig snabbt, och påminde om 1938 års orkan. Orkanen var då den storm som orsakat mest skada i USA:s historia.

### Fotnoter
1. ↑  Eric S. Blake, Jerry D. Jarrell, Max Mayfield, Edward N. Rappapor (2005). ”The Costliest United States Tropical Cyclones from 1851 to 2004”. National Hurricane Center. http://www.nhc.noaa.gov/pdf/nws-nhc-6.pdf. Läst 29 september 2014.